# لباسی برای عروسی
لباسی برای عروسی فیلم کوتاهی به‌کارگردانی عباس کیارستمی و نویسندگی عباس کیارستمی و پرویز دوایی است که در سال (۱۳۵۵ خورشیدی) تولید شد.

## داستان
زنی برای پسرش سفارش یک لباس عروسی را می‌دهد تا در مراسم ازدواج خواهرش آن را بپوشد. شاگرد خیاط، به همراه دو نوجوان دیگر که در همان ساختمان زندگی می‌کنند، نقشه‌ای می‌ریزند تا لباس را شب‌هنگام بر تن کنند تا ببینند لباس به آنها می‌آید یا نه. اما کارها طبق برنامه پیش نمی‌رود و برای برگرداندن لباس دچار مشکل می‌شوند...